# Elecciones presidenciales de Corea del Sur de agosto de 1960
Una elección presidencial indirecta se llevó a cabo el 12 de agosto de 1960 en Corea del Sur, siendo las únicas elecciones presidenciales de la Segunda República, que tenía un sistema parlamentario de gobierno en el cual el presidente solo ejercía como jefe de Estado ceremonial, siendo elegido por el Senado y la Cámara de Representantes, que actuaban como un colegio electoral. Yun Bo-seon, del gobernante Partido Democrático, obtuvo 208 de los 291 votos parlamentarios. Se emitieron 253 votos, resultando en una participación el 86%. Su competidor más cercano, el líder confuciano Kim Sook Chang, recibió tan solo el 11.5% de los votos.

## Resultados
| Candidato                           | Partido                             | Votos | %    |
| ----------------------------------- | ----------------------------------- | ----- | ---- |
| Yun Bo-seon                         | Partido Democrático                 | 208   | 82.2 |
| Kim Chang Sook                      |                                     | 29    | 11.5 |
| Baek Nak-jun                        |                                     | 3     | 1.2  |
| Byeon Yeong-tae                     |                                     | 3     | 1.2  |
| Kim Do-yeon                         |                                     | 2     | 0.8  |
| Heo Jeong                           |                                     | 2     | 0.8  |
| Kim Pyeung-roh                      |                                     | 1     | 0.4  |
| Kim Shi-hyeon                       |                                     | 1     | 0.4  |
| Na Yeong-gyun                       |                                     | 1     | 0.4  |
| Bak Sun-cheon                       |                                     | 1     | 0.4  |
| Yu Ok-woo                           |                                     | 1     | 0.4  |
| Lee Chul-seung                      |                                     | 1     | 0.4  |
| Total                               | Total                               | 253   | 100  |
| Electores registrados/participación | Electores registrados/participación | 291   | 86.9 |